# Erythroseris
Erythroseris je maleni biljni rod iz porodice glavočika smješten u podtribus Cichoriinae. Postoje dvije endemske vrste, jedna iz Somalije, a druga s otoka Sokotra.
Obje vrste nekada su bile uključivane u rod Prenanthes i time podtribusu Lactucinae, iz kojeg su izdvojene i 2007. godine uključene u zaseban rod Erythroseris.

## Vrste
1. Erythroseris amabilis (Balf.f.) N.Kilian & Gemeinholzer
2. Erythroseris somalensis (R.E.Fr.) N.Kilian & Gemeinholzer